# Dacia MD87
Dacia MD87 foi um carro produzido em 1987 pela UAP, Uzina de Autoturisme Piteşti (traduzido simplesmente como Fábrica de automóveis Pitesti).

## Descrição
Trata-se de um Dacia Pick-up convertido em um carro esportivo com motor central e tração traseira chamado MD87. Um ano depois, surgiu o Dacia MD87 Evo, mas com faróis retráteis. Apenas um de cada um dos dois "supercarros" romenos da Dacia foi criado.
Não se sabe o que aconteceu com os dois carros da Dacia com motor central e tração traseira, mas os dois exemplares são provavelmente os carros mais valorizados com o logotipo da Dacia no momento. 